# Camilla (Georgia)
Camilla es una ciudad ubicada en el condado de Mitchell en el estado estadounidense de Georgia. En el censo de 2000, su población era de 5669 habs. Está situado a poca distancia al este del río Flint, una de las fuentes —junto con el río Chattahoochee— del Apalachicola.

## Demografía
En el 2000 la renta per cápita promedia del hogar era de $22,485, y el ingreso promedio para una familia era de $24,232. El ingreso per cápita para la localidad era de $13,117. Los hombres tenían un ingreso per cápita de $23,581 contra $20,000 para las mujeres.

## Geografía
Camilla se encuentra ubicado en las coordenadas 31°13′49″N 84°12′33″O / 31.23028, -84.20917 (31.230243, -84.209102).
Según la Oficina del Censo, la localidad tiene un área total de 15,8 km² (6,1 mi²), de la cual 15,8 km² (6,1 mi²) es tierra y 0 km² (0 mi²) (0.00%) es agua.